# Wilhelmshütte (Bornum)

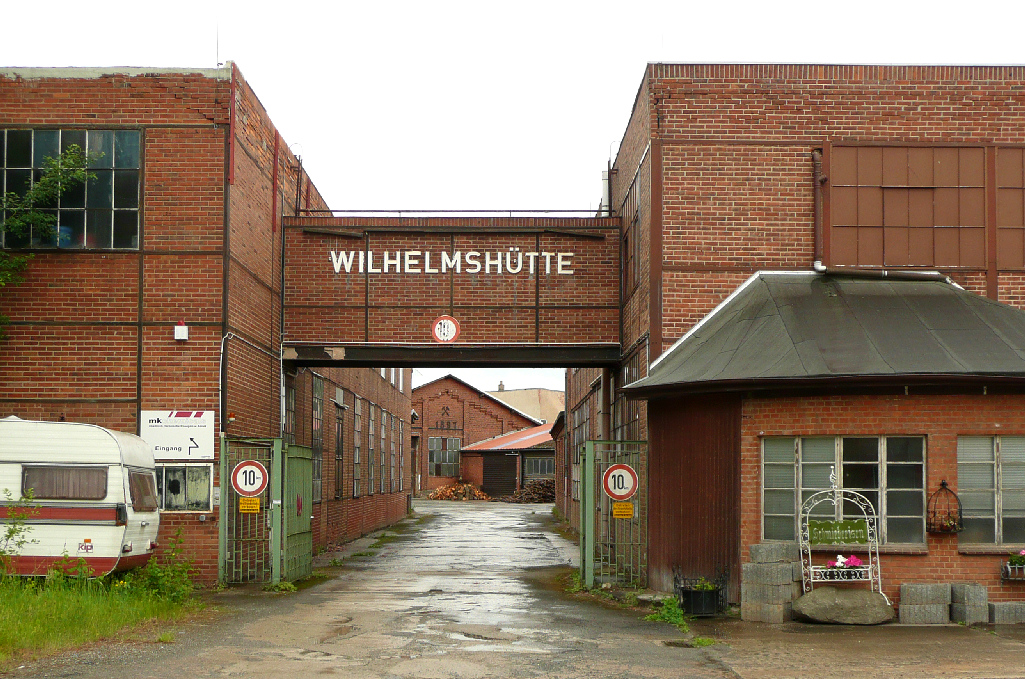
Einfahrt der Wilhelmshütte

Die Wilhelmshütte in Bornum im Ambergau am Harz nahe Bockenem war von 1727 bis 1966 eine Eisenhütte, Gießerei sowie Herd- und Ofenfabrik.

## Gründung und Lage

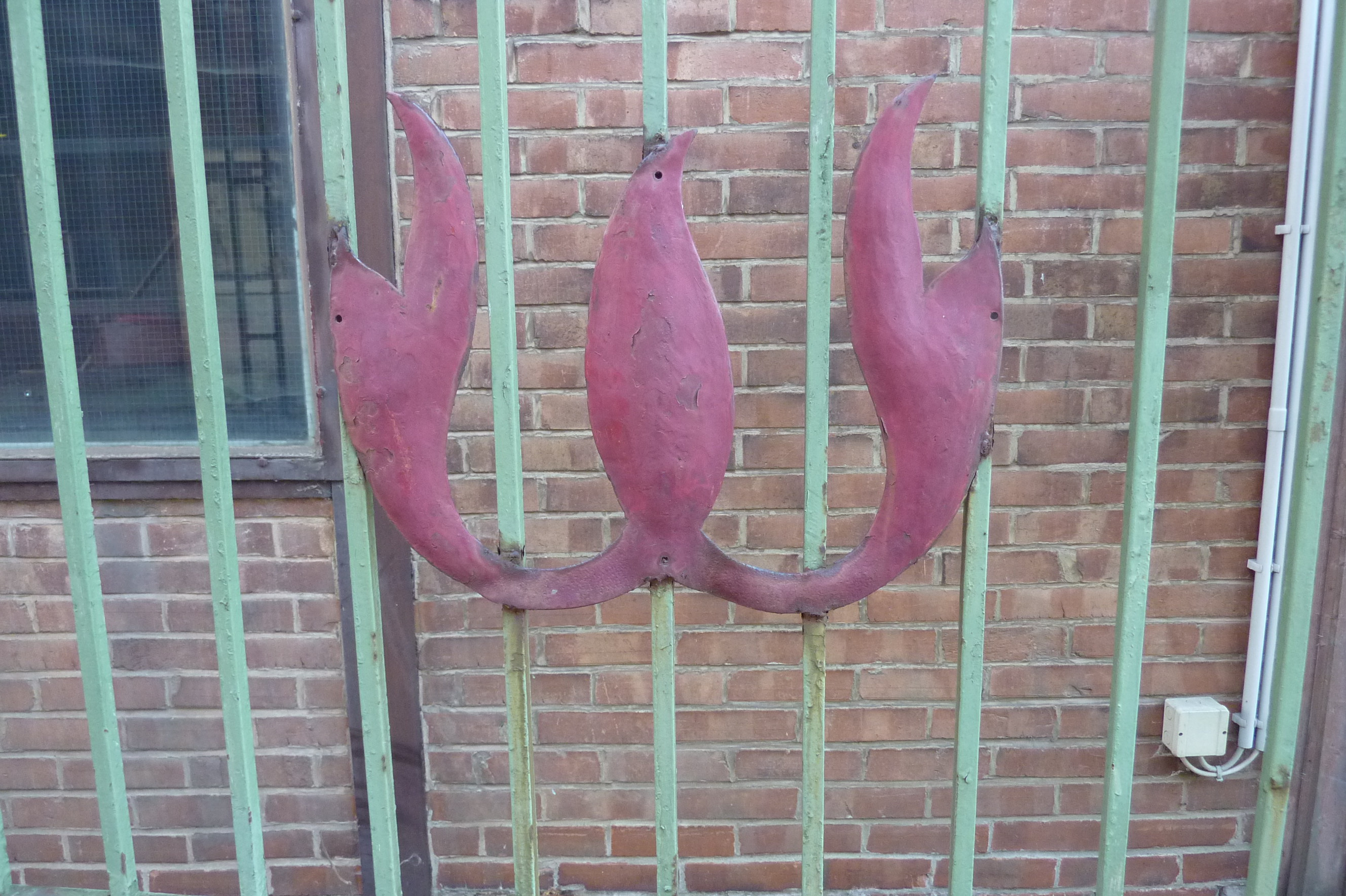
Logo der Wilhelmshütte am rechten Werkstor

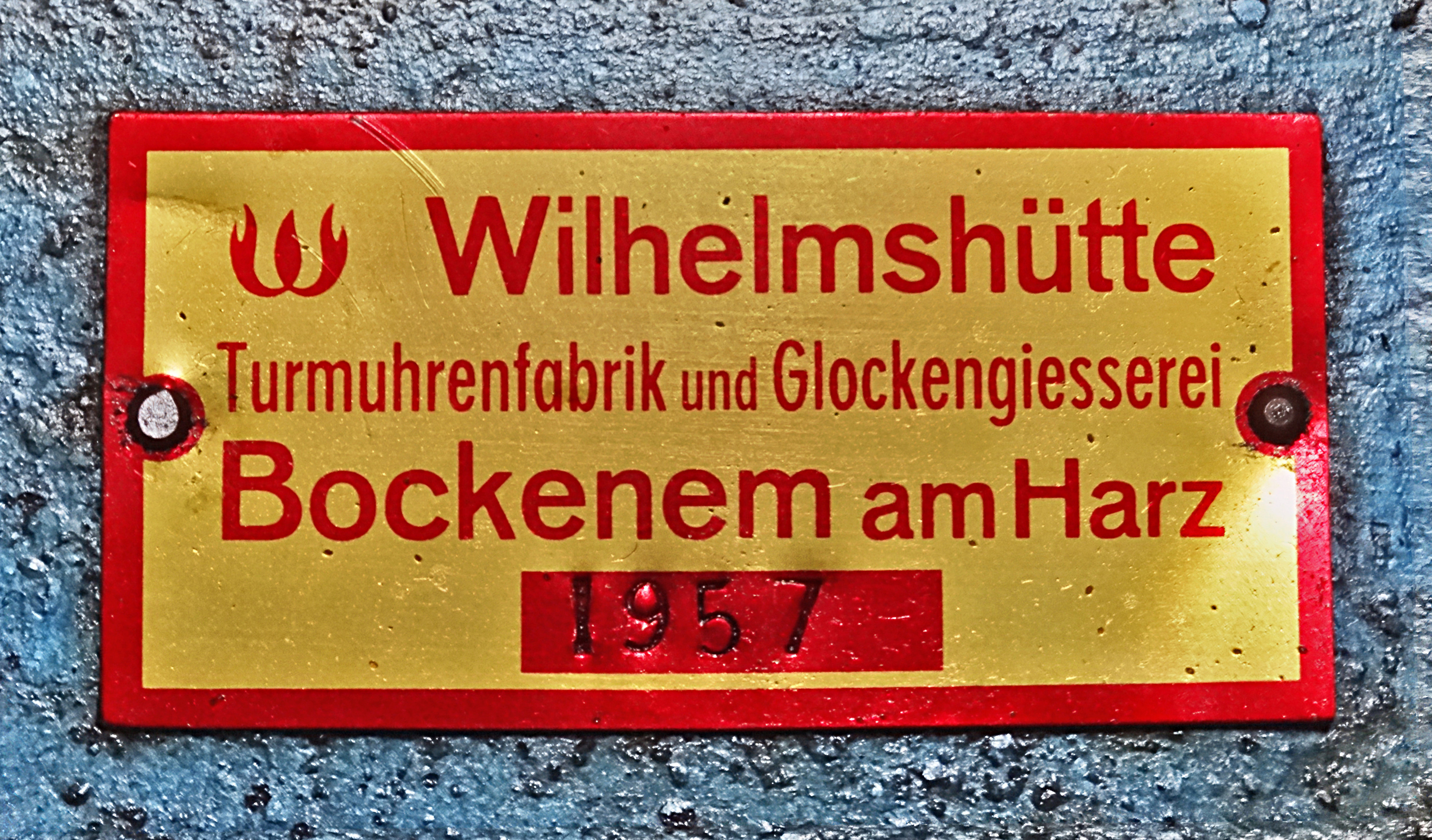
Turmuhren-Firmenplakette

Die Hütte ist nach Herzog August Wilhelm zu Braunschweig-Wolfenbüttel benannt, der sie 1727 gründete. Ihr Standort war günstig gewählt. Der Eisenstein wurde in der Nähe in Ortshausen und in Neuwallmoden gefunden, die Holzkohle kam aus dem Hils und aus Lamspringe, der Kalk aus der Umgebung in Helmscherode. Ofengebläse und  Hammerwerk konnten durch einen Wassergraben aus dem nahe gelegenen Rhüdener Teich (bis 1777) und aus der Nette angetrieben werden. Schon am 23. Oktober 1727 fand der erste Eisenabstich statt.

## Erweiterung, Konkurs und Neuanfang
Nach 56 Jahren des Betriebs wurde 1783 ein Neubau des Hochofens notwendig. Um 1803 wurde der angelieferte Eisenstein durch Pochwerke, Hochofen, Sandformerei, Frischfeuer, Hammerwerk und Schmiede behandelt. Die Weiterbearbeitung fand anschließend in Holzminden statt. Der Hochofen musste 1857 stillgelegt werden, weil nicht mehr genügend Eisenstein angeliefert werden konnte und sein Betrieb unrentabel wurde. In diesem Jahr wurde die staatlich betriebene Hütte privatisiert (Gebrüder Grünig). Als Eisengießerei stellte man Gusseisen, Schmiedeeisen und später Wagenachsen her. Am 15. November 1890 übernahm ein Konkurrent, dem das Eisenwerk Friedrich-Carls-Hütte in Delligsen bei Alfeld gehörte, den Betrieb. In dieser Zeit wurden auch große Denkmäler aus getriebenem Kupferblech angefertigt. Dazu gehörte das Löwen-Denkmal von 1890 in dem belgischen Dorf Quatre-Bras, das an den Tod Herzog Friedrich Wilhelms am 16. Juni 1815 in der Schlacht gegen Napoleon I. erinnert. 1897 ließ der Eigentümer in der Wilhelmshütte eine große Maschinen-Formerei errichten, musste aber am 9. Februar 1901 Konkurs anmelden.

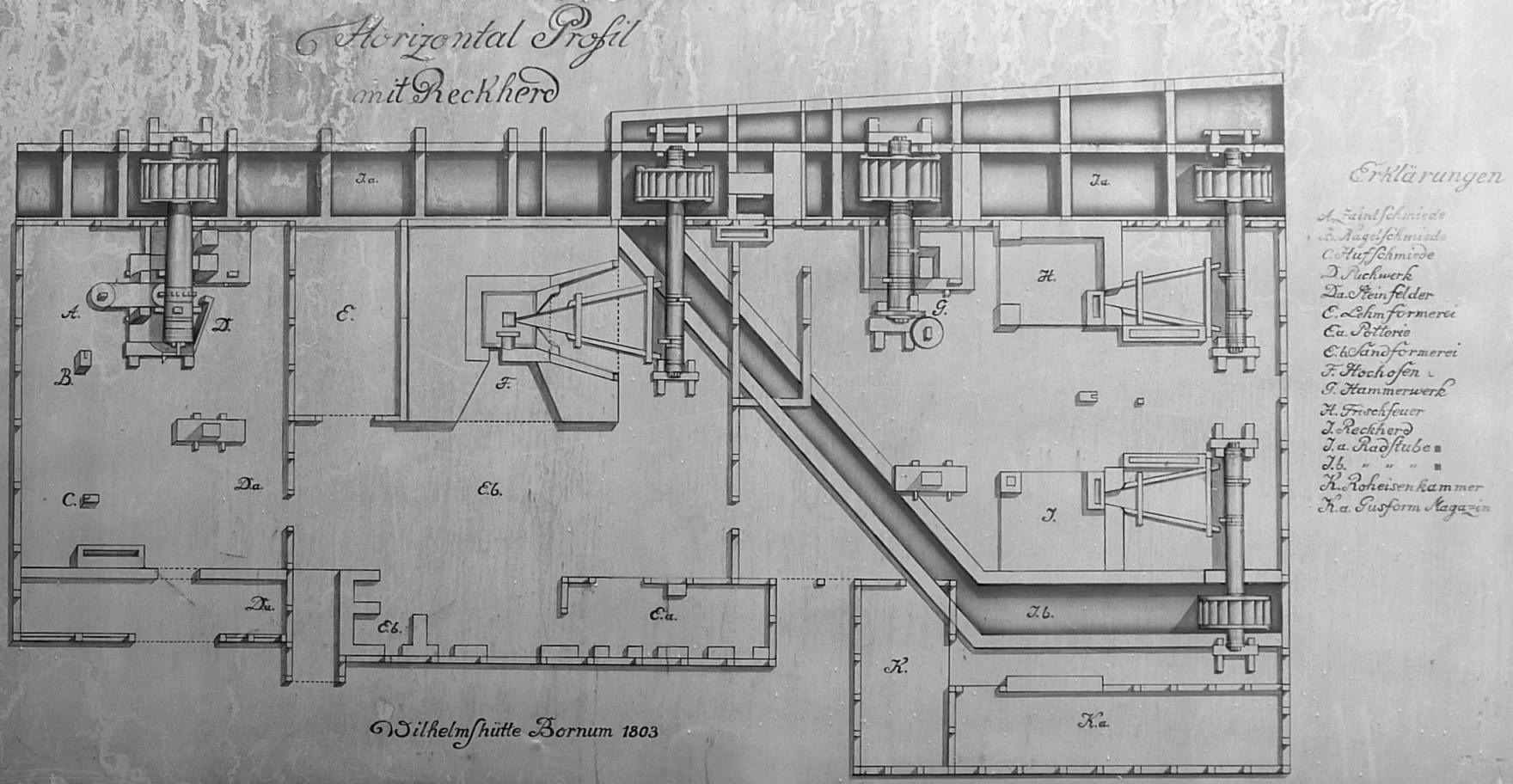
Historischer Plan der Hütte von 1803 mit den technischen Anlagen

Erst am 28. Februar 1902 führte die Braunschweigisch-Hannoversche Maschinenfabrik den Betrieb weiter. Das Werk wurde danach am 4. Juni 1909 von der Bernburger Maschinenfabrik übernommen und nannte sich ab 1918 Wilhelmshütte GmbH. Es wurde ein Emaillierwerk in Betrieb genommen, um auch Heiz- und Kochgeräte herstellen zu können. Nach längerer Krise meldete das Werk 17. Oktober 1933 Konkurs an.
Nach einer Versteigerung der restlichen Öfen am 12. August 1933 wurde die Fabrik am 29. September 1933 stillgelegt. Doch am 7. August 1934 konnte die Fertigung von Öfen und Gusswaren mit zunächst 30 und nach 3 Monaten 60 Mitarbeitern wieder aufgenommen werden.

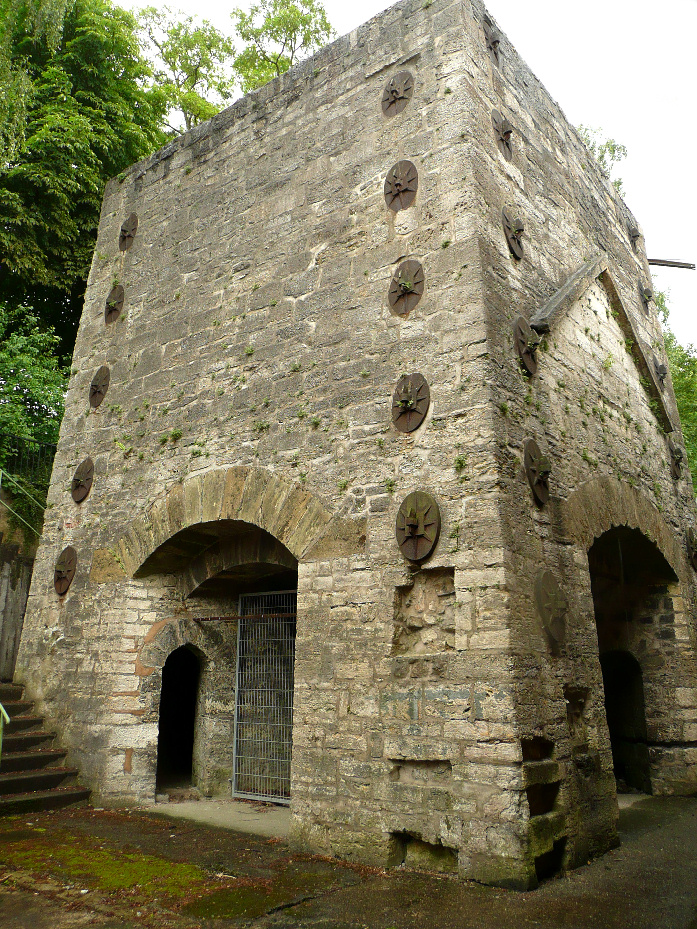
Hochofen der Wilhelmshütte von 1783

Am 19. November 1934 wurde der Konkursvermerk gelöscht, weil der Hildesheimer Großhändler Otto Hempelmann (1880–1952) den Betrieb übernommen hatte. Ein neues Firmensignet, das ein flammendes W für Wilhelmshütte zeigt, wurde eingeführt.
Otto Hempelmann baute das Unternehmen zügig aus, indem er sich auf die Produktion von Kohleherden und Kohleöfen aus Gusseisen spezialisierte. Kurz vor seinem Tod 1952 veröffentlichte er seine Gedichtsammlung „Lächelnde Lebenskunst“. Sie zeigt die humorvolle Seite des Unternehmers. Erstmals erhielten die Mitarbeiter zu Weihnachten 1934 einen zusätzlichen Geldbetrag. Er entwickelte etwa um 1937 den BORNUM-Rapid-Ofen mit einem wirkungsvollen Feuerschacht-Luftkanal, der die kalte Bodenluft ansog und oben erwärmt ins Zimmer blies. Für die Kohleherde erfand er die „Eskimo-Glutring“ Herdplatte. Beide Erfindungen ließen die Firma schon nach 4 Jahren kräftig wachsen, und es wurden 150 Mitarbeiter beschäftigt. Rohstoffe wurden über eigene Gleisanlagen angeliefert.
Der Betriebsleiter Dipl.-Ing. Kegel übergab am 9. Juli 1939 den Mitarbeitern ein renoviertes Haus mit Waschräumen (das sog. Gefolgschaftshaus, das noch heute als verfallenes Gebäude steht). 1939 wurde er Oberscharführer der SA in Bornum und leitete den Betrieb zusammen mit Karl Houcken bis Ende 1945.

## Zweiter Weltkrieg und Nachkriegszeit

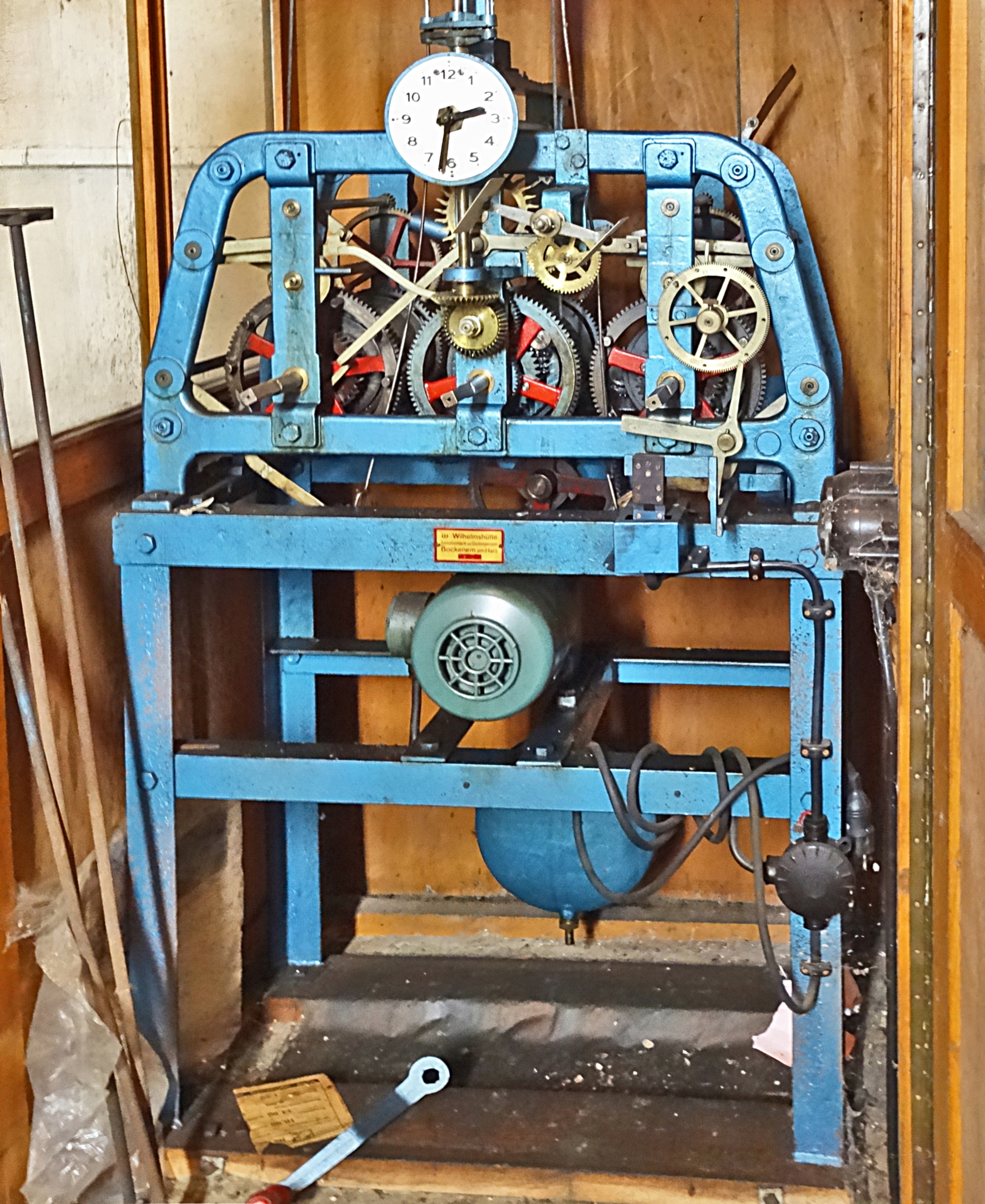
Turmuhrwerk in St. Johannes (Salzgitter-Lebenstedt)

Die Wilhelmshütte war ab 1939/40 mit etwa 300 Mitarbeitern gemeinsam mit den benachbarten Harzer Achsenwerken ein kriegswichtiger Betrieb. Die Produktion von Herden und Öfen konnte weitergeführt werden. Auf dem Betriebsgelände gab es das sogenannte Russenlager. Nach der Lagerliste des Belgischen Nationalen Suchdienst befanden sich dort bis 1945 etwa 30 zivile russische Zwangsarbeiter und etwa 25 Italiener. Noch im August 1945 waren dort 53 Polen untergebracht.  Eine Abteilung stellte Bombenkörper her, die an anderer Stelle mit Sprengstoff gefüllt wurden. Als die amerikanischen Truppen am 9. April 1945 den Betrieb erreichten, wurden sie von italienischen Badoglio-Soldaten begeistert empfangen. Die Italiener waren 1943/44 unter Ministerpräsident Pietro Badoglio zu Kriegsgegnern geworden und von der Wehrmacht gefangen genommen und nach Bornum gebracht worden.
Nach dem Krieg konnte der Betrieb seine Marktposition ständig ausbauen und die Produktion modernisieren. Die Geschäftsleitung übernahm von 1949 bis 1966 Herrmann Müller (geb.1894, gest.nach 1964), der vorher im Hildesheimer Senkingwerk tätig war. Auf dem Firmengelände und im Dorf Bornum wurden Werkwohnungen für die Mitarbeiter errichtet. Um 1952 waren schon wieder 400 Mitarbeiter tätig. Am 20. Dezember 1954 übernahm der Betrieb die Turmuhren- und Glockengußfabrik J. F. Weule in Bockenem. Sie war 1953 nach 117 Jahren des Bestehens in Konkurs gegangen. Die Produktion wurde wieder aufgenommen und das Programm um Herd- und Ofenteile erweitert. Die Verwaltung beider Betriebe erfolgte nun von Bockenem aus. 1955 nahm eine halbautomatische Gießerei mit 450 Tonnen Ausstoß im Monat den Betrieb auf, 1965 wurde sie zu einer vollautomatischen Gießerei mit Sandaufbereitung und Formerei weiterentwickelt.

## Betriebsende
Negativ auf die Betriebsentwicklung schlug sich nieder, dass in den 1960er Jahren bei der Wohnraumbeheizung das Heizöl der Kohle den Rang ablief. Dazu brauchte man keine schweren, gusseisernen Heizöfen mehr. Für die Gießerei fehlten bald die Aufträge. Hinzu kam 1965 der Ausstieg eines Teilhabers, so dass die Banken ihre Kreditzusagen zurückzogen. Daraufhin musste die Wilhelmshütte am 17. Januar 1966 Konkurs anmelden und es wurden etwa 600 Mitarbeiter arbeitslos. Die hochmodernen Maschinen konnten nur zum Schrottwert verkauft werden. Seit dem Konkurs werden die Betriebsgebäude in Bornum an kleinere Betriebe vermietet. Das Fabrikgelände Weule in Bockenem wurde erst 1987 leer geräumt. Der historische Hochofen der Hütte von 1783 ist nach einer Renovierung seit 1982 als Industriedenkmal zugänglich.